# آرام گریگوریان (تاریخ‌نگار ادبی)
آرام بارویری گریگوریان (ارمنی: Արամ Պարույրի Գրիգորյան؛ زادهٔ ۲۸ سپتامبر ۱۹۳۰ - درگذشته ۵ مارس ۲۰۲۲) یک تاریخ‌نگار ادبی و استاد اهل ارمنستان بود.

## زندگی‌نامه
در ۲۸ سپتامبر ۱۹۳۰ در تفلیس به دنیا آمد و از دانشگاه دولتی ایروان (۱۹۵۳) فارغ‌التحصیل شد. وی عضو اتحادیه نویسندگان اتحاد شوروی و فرهنگستان ملی علوم ارمنستان بود. وی در اتحادیه نویسندگان ارمنستان (۸۸–۱۹۷۹)، انستیتو ادبی فرهنگستان ملی علوم ارمنستان (۱۹۵۸) و دانشگاه ارمنی-روسی (۲۰۰۳) فعالیت می‌کرد. وی همچنین برنده جایزه دولتی ارمنستان شوروی و نشان برجسته افتخار شده است. وی در ۵ مارس ۲۰۲۲ در سن ۹۱ سالگی در ایروان درگذشت.

## یادداشت
1. ↑  բանասիրական գիտությունների դոկտոր
2. ↑  ՀՀ ԳԱԱ գրականության ինստիտուտ
3. ↑  Հայ-Ռուսական համալսարան